# Aeropuerto Internacional de Hargeisa
El Aeropuerto Internacional de Hargeisa Egal (IATA: HGA, OACI: HCMH) (somalí: Madaarka Hargeysa ee Calaamiga) es un aeropuerto internacional en la ciudad de Hargeisa, capital de la autoproclamada República de Somalilandia.
El aeropuerto fue reconstruido en 1991, tras la independencia de Somalilandia, y es ahora un moderno aeropuerto internacional que cuenta con operaciones de unas pocas aerolíneas. 
El aeropuerto recibe su nombre del político Muhammad Haji Ibrahim Egal (1928-2002), que fue primer ministro de la Somalilandia británica, primer ministro y ministro de asuntos exteriores de Somalia en los años sesenta y presidente de Somalilandia en 1993-2002. 
El "Aeropuerto Internacional Egal" se encuentra en proceso de remodernización. De todos modos el aeropuerto es todavía más conocido como Aeropuerto Internacional de Hargeisa.

## Aerolíneas y destinos
| Aerolíneas      | Destinos                                 |
| --------------- | ---------------------------------------- |
| African Airways | Dubái                                    |
| Daallo Airlines | Addis Abeba, Yibuti, Mogadiscio, Nairobi |
| Jubba Airways   | Mogadiscio                               |